# Wolfgang Manig

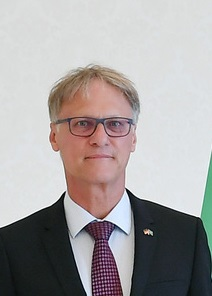
Wolfgang Manig

Wolfgang Manig (* 1958) ist ein deutscher Diplomat.

## Leben
Manig studierte Rechtswissenschaften in Erlangen, Lausanne und München. Das Studium schloss er 1987 mit dem 2. Staatsexamen ab. 1993 promovierte er zum Thema „Die Änderung der Versorgungs- und Sicherheitsvorschriften des Euratom-Vertrages durch die nachfolgende Praxis“ an der Universität Bielefeld.
1987 trat er in den Auswärtigen Dienst ein. Er wurde in der Zentrale des Auswärtigen Amts sowie in Pakistan und Usbekistan eingesetzt. Ab 1994 bis 1996 arbeitete er im persönlichen Büro des NATO-Generalsekretärs in Brüssel. Zwischen 1996 und 1998 war er ständiger Vertreter des Botschafters an der Botschaft in Riga (Lettland). 1998 war er im NATO-Referat des Auswärtigen Amts tätig, worauf ab 1999 die Aufgabe als stellvertretender Leiter des Referats für Migration und Asyl im Auswärtigen Amt folgte. Aufgrund dieser Position wurde er auch im Visa-Untersuchungsausschuss bezüglich der Visa-Affäre befragt. Von 2003 bis 2005 leitete er das Pressereferat der Botschaft in Den Haag (Niederlande), ab 2005 bis 2007 war er ständiger Vertretender des Leiters der Botschaft Abuja (Nigeria). Nachdem er in der Folge im Referat für Internationale Energiepolitik im Auswärtigen Amt gearbeitet hatte, folgte von 2008 bis 2012 die Leitung des Grundsatzreferats für Afrikapolitik, für die Beziehungen zur Afrikanischen Union, zum Südlichen Afrika und zu den Großen Seen.
Von Januar 2013 bis Juli 2016 war Manig Botschafter der Bundesrepublik Deutschland in der Demokratische Republik Kongo und leitete als solcher die Botschaft Kinshasa. Von August 2016 bis Juni 2019 war er Ständiger Vertreter des Botschafters sowie Leiter des Konsular- und Wirtschaftsreferates an der Botschaft Hanoi (Vietnam). Im Juli 2019 trat er sein Amt als Deutscher Botschafter in Baku (Aserbaidschan) an, das er bis 2022 bekleidete.
Manig ist verheiratet und hat zwei Kinder.